# Chiến lược phân loại (bán lẻ)
Chiến lược phân loại được sử dụng bởi các nhà bán lẻ ngoại tuyến và thương mại điện tử để quyết định trên cơ sở hàng ngày như thế nào để phân bổ hàng tồn kho để cửa hàng của họ như một phần của quá trình lập kế hoạch hàng hóa của họ. Các chiến lược như vậy là không thể thiếu đối với các nhà bán lẻ vì chúng ảnh hưởng trực tiếp đến cách khách hàng tương tác với hàng hóa của họ và do đó, thương hiệu của họ. Các quyết định mà các chiến lược này đưa ra là bán gì, bán ở đâu, bán khi nào, bán cho ai và bán bao nhiêu.

## Phân loại sâu
Một công ty sử dụng phân loại sâu để cạnh tranh trong một thị trường bằng cách mang theo một loạt các màu sắc, kích cỡ và các tùy chọn khác của một danh mục cụ thể. Một ví dụ về điều này có thể là một cửa hàng giày thể thao. Họ sẽ mang một loại giày thể thao lớn với nhiều kích cỡ và màu sắc, đôi khi đến mức cạn kiệt tất cả các lựa chọn có thể, nhưng họ sẽ không mang theo một đôi dép nữ.

## Phân loại rộng
Ngược lại, một chiến lược phân loại rộng là một mục tiêu nhằm có ít nhất một trong mỗi loại sản phẩm. Các loại sản phẩm tự nó không có nghĩa là rất chuyên ngành. Một ví dụ về điều này có thể được tìm thấy tại một cửa hàng phần cứng lân cận. Họ có thể sẽ có sẵn một bồn vệ sinh để bán ở đó, nhưng nó sẽ không ở đâu có sẵn thông qua một cửa hàng ống nước hoặc Home Depot. Mục tiêu ở đây là cung cấp một chút của tất cả mọi thứ chứ không phải là nhiều thứ.

## Phân loại tranh giành
Chiến lược phân loại được sử dụng để thu hút khách hàng bên ngoài đối tượng mục tiêu chính của công ty bằng cách cung cấp các sản phẩm bên ngoài dịch vụ cốt lõi của công ty. Một ví dụ về điều này có thể là một cửa hàng kem chọn cung cấp sữa chua đông lạnh hoặc kem Ý để thu hút những người không tìm kiếm kem. Bằng cách đó, họ có thể cung cấp dịch vụ cho nhiều người hơn họ bằng cách kéo theo các thành viên từ các thị trường khác.

## Phân loại địa phương hóa
Chiến lược phân loại được bản địa hóa là một chiến lược tối ưu hóa hàng tồn kho dựa trên vị trí của một cửa hàng cụ thể. Ví dụ, một vị trí của một cửa hàng ở Columbia sẽ mang các sản phẩm khác với một cửa hàng ở Seattle. Các cửa hàng quần áo thường làm điều này vì lý do mùa vụ, cũng như các cửa hàng phần cứng - bán ủng và xẻng ở vùng khí hậu lạnh và dép và vòi phun nước ở khu vực ôn đới hơn. Điều này thường có thể khó thực hiện thành công vì tất cả các sắc thái trong việc dự đoán những thay đổi trong văn hóa, khí hậu và các sự kiện địa phương. Tuy nhiên, khi nó được thực hiện thành công, khách hàng cảm thấy như họ đang nhận được một đề nghị phân loại chuyên biệt hơn vì về cơ bản nó đã được cá nhân hóa cho nhu cầu dự đoán của họ. Các công ty sử dụng các loại phân loại này thường sẽ sử dụng các phân tích dự đoán để hỗ trợ cho các quyết định của họ.

## Phân loại thị trường lớn
Các cửa hàng muốn cung cấp phân loại hấp dẫn thị trường đại chúng, trong đó có một loại lớn các sản phẩm có sẵn trong nhiều lựa chọn, nhằm mục đích bao gồm tất cả các cơ sở để bất cứ ai tìm kiếm thứ gì đó có thể tìm thấy những gì họ cần. Ví dụ về các cửa hàng sử dụng một loại thị trường đại chúng sẽ là Walmart, Target, Amazon hoặc Home Depot. Mục tiêu ở đây là cung cấp càng nhiều càng tốt cho càng nhiều người càng tốt.

## Tối ưu hóa phân loại
Lập kế hoạch phân loại là quá trình để xác định những gì và bao nhiêu nên được thực hiện trong một danh mục hàng hóa. Kế hoạch phân loại là sự đánh đổi giữa chiều rộng và chiều sâu của sản phẩm mà nhà bán lẻ muốn thực hiện. Tối ưu hóa phân loại đề cập đến vấn đề chọn một bộ sản phẩm để cung cấp cho một nhóm khách hàng để tối đa hóa doanh thu được thực hiện khi khách hàng mua hàng theo sở thích của họ. Phân loại ảnh hưởng đến chi phí vì nó thúc đẩy quyết định hàng tồn kho. Phân loại kém hiệu quả làm tăng chi phí tồn kho và lãng phí không gian kệ có giá trị. Tối ưu hóa phân loại là cần thiết cho nhiều lĩnh vực ứng dụng bao gồm bán lẻ, quảng cáo trực tuyến và an sinh xã hội. Quá trình này mang lại trật tự thoát khỏi sự phức tạp gây khó chịu của hàng ngàn SKU trên khắp các thị trường và nhà bán lẻ. Quá trình này đòi hỏi sự liên kết nội bộ trong các nhà sản xuất và nhà bán lẻ trước khi họ tham gia vào quá trình hợp tác với nhau. Giống như tối ưu hóa hàng tồn kho, tối ưu hóa phân loại cũng tính đến nhu cầu và biến động cung cấp.